# Taraxippus
Taraxippus is een geslacht van Phasmatodea uit de familie Pseudophasmatidae. De wetenschappelijke naam van dit geslacht is voor het eerst geldig gepubliceerd in 1971 door Moxey.

## Soorten
Het geslacht Taraxippus is monotypisch en omvat slechts de volgende soort:
- Taraxippus paliurus Moxey, 1971